# Фізкультурний провулок (Житомир)
Фізкультурний провулок — провулок в Корольовському районі Житомира.

## Розташування
Знаходиться на Путятинці. Починається від вулиці Святослава Ріхтера, завершується перехрестям з провулком Табірним.
Довжина провулка — 240 метрів.

## Історія
Провулок виник наприкінці 1940-х років на переважно вільних від забудови землях, де розгорталося нове будівництво садибних житлових будинків. Сформувавався як поперечний відносно вулиці 1 Травня проїзд, що отримав назву 4-а Першотравнева лінія. З 1950 року відомий як Фізкультурна вулиця. У 1958 році закріплена чинна назва. Станом на 1968 рік провулок та його забудова сформовані.